# Porta de l'Aljama
Porta de l'Aljama és una obra de Miravet (Ribera d'Ebre) inclosa a l'Inventari del Patrimoni Arquitectònic de Catalunya.

## Descripció
Es tracta d'una construcció adossada al mur nord de la sagristia de l'església vella de la població. Presenta un cos de planta irregular, del que destaca una gran obertura d'arc apuntat bastida en maons, amb els brancals fets en pedra desbastada i carreus. Està integrada en un pany de mur construït també en pedra desbastada. Es correspon amb la seu de l'antiga aljama, lloc de reunió de la comunitat musulmana de Miravet.
Està situada al sud del nucli urbà de la vila de Miravet, al bell mig del Cap de la Vila, entre els carrers de l'Església i la plaça Sanaqueta, i adossada a l'església vella.

## Història
És una portalada que hom associa a les restes de l'antiga mesquita o aljama que existí en el lloc de l'església prèviament a que el temple renaixentista es bastís al segle xvi-xvii.
En aquest edifici es reunia el consell o tribunal del poble encarregat de gestionar les seves competències administratives i judicials, un mena d'ajuntament de l'època. Aquest estava format per l'al-Qaid o alcalde, governador militar del castell; el uazír o visir, governador civil; el cadi o jutge; l'alfaquí, encarregat d'interpretar la llei alcorànica i un grup d'ancians escollits pel poble. De la mateixa manera serví de madrassa o escola alcorànica.
Com anècdota s'ha de mencionar que vers el 1535 l'aljama morisca del poble inicià una campanya de captació de diners per contribuir a l'obra del temple, com a mostra de la seva conversió, aportant 3.000 ducats (tota una fortuna) i la mà d'obra. Tot i així no es salvaren de ser expulsats l'any 1610.
L'arc mudèjar ha estat restaurat gràcies a l'ajuda del Patronat de l'Església Vella.